# Augusto Bresola
Augusto Bresola (Taquara, 13 de novembro de 1897 – Curitiba, 12 de junho de 1985) foi um político ítalo-brasileiro.

## Vida
Nasceu em 13 de novembro de 1897, em Taquara/RS. Filho de Francisco Bresola e de Ângela Bresola. Casou com Genoefa Bresola.
Industrial e comerciante, proprietário da empresa Comércio e Indústria Augusto Bresola S.A., atuou no ramo vinícola e madeireiro.
Em Campos Novos foi vereador, presidente da Câmara Municipal e prefeito, no período de 1956 a 1958.

## Carreira
Foi prefeito municipal de Campos Novos.
Foi deputado à Assembleia Legislativa de Santa Catarina na 4ª legislatura (1959 — 1963) e na 5ª legislatura (1963 — 1967), eleito pelo Partido Social Democrático (1945-2003)(PSD).